# Hollman Morris
Hollman Felipe Morris Rincón (Bogotá, 17 de agosto de 1969) es un periodista, productor, director de televisión, escritor y político colombiano. Es el actual gerente de la Radio Televisión Nacional de Colombia.

## Biografía
Hollman Felipe Morris Rincón nació en Bogotá, el 17 de agosto de 1969. Realizó sus estudios de comunicación social en la Pontificia Universidad Javeriana. En 2009 fu becario del Ocheberg del Dart Center for Journalism and Trauma. Para 2010-2011 fue becario Nieman  de la Universidad de Harvard (Fellow de América Latina de la Fundación John S. and James L. Knight) y en 2011-2012 fue becario Reagan-Fascell de la Fundación National Endowment for Democracy (NED) en Washington.

### Trayectoria profesional
Inició su carrera en televisión en los noticieros AM-PM, Noticiero Nacional y RCN. Luego incursionó en el diario El Espectador como editor y allí fundó la sección de Paz. En su papel de productor y director de televisión ha realizado programas como Bitácora y Contravía, programa que salió al aire en 2003 gracias a que ganó una convocatoria con el programa Andino para la Democracia y los Derechos Humanos, con la intención de promocionar y rescatar la cultura por los derechos humanos. Asimismo, es director de Morris Producciones, una productora que fundó junto a su hermano menor Juan Pablo Morris.
En 2011 obtiene el Internationaler Nürnberger Menschenrechtspreis en Núremberg, Alemania, por su trabajo para la defensa de los Derechos Humanos en Colombia. Dicho reconocimiento se entrega a las personas que hayan desarrollado una actividad notable en defensa de los Derechos Humanos en distintos lugares del mundo, particularmente a ciudadanos de países en donde la lucha por estos derechos significa asumir riesgos, represalias y persecución política.[cita requerida]

### Gerente de Canal Capital
En 2012 Morris fue nombrado como gerente de Canal Capital por el entonces alcalde de Bogotá, Gustavo Petro, este cargo a pesar de su cargo político posicionó al canal de televisión del Distrito con una parrilla de programación diversa con contenidos culturales, de opinión y entretenimiento. Se posesionó el 24 de febrero de 2012 y permaneció en el cargo hasta el 24 de octubre de 2014, fecha en la que renunció para poder ser candidato en las elecciones locales de Bogotá de 2015.
Morris asumió la gerencia del canal argumentando la misión de hacer una televisión incluyente y en favor de los Derechos Humanos; bajo su gerencia el canal asumió el lema de "Televisión más humana"; sin embargo, su gestión fue objeto de múltiples polémicas y cuestionamientos por presuntos detrimentos patrimoniales, usos de los recursos públicos del canal con fines políticos y censura a periodistas por parte de Morris.
Una de las primeras polémicas de su gestión se desató en abril de 2012 por presuntas irregularidades en la adquisición por parte de Canal Capital de los derechos de transmisión del concierto de Paul McCartney desarrollado ese mes en Bogotá. La Contraloría de Bogotá denunció que en dicha adquisición se produjo un detrimento patrimonial por más de 150 millones de pesos; sin embargo, en 2013 la Procuraduría de Bogotá absolvió a Morris al determinar que no se incurrió en falla alguna.
Morris reconoció que durante su gerencia en el canal intervino en los contenidos de los programas, sin embargo restó importancia a las denuncias manifestando que hacerlo era su derecho como gerente. artistas salieron al paso en defensa de Morris, calificando como "normales" los episodios de presunta censura de los que se acusó al periodista y sostuvieron que tales acusaciones se trataban de un acto de "sevicia" contra Morris por el tipo de televisión que promovió.

### Trayectoria política

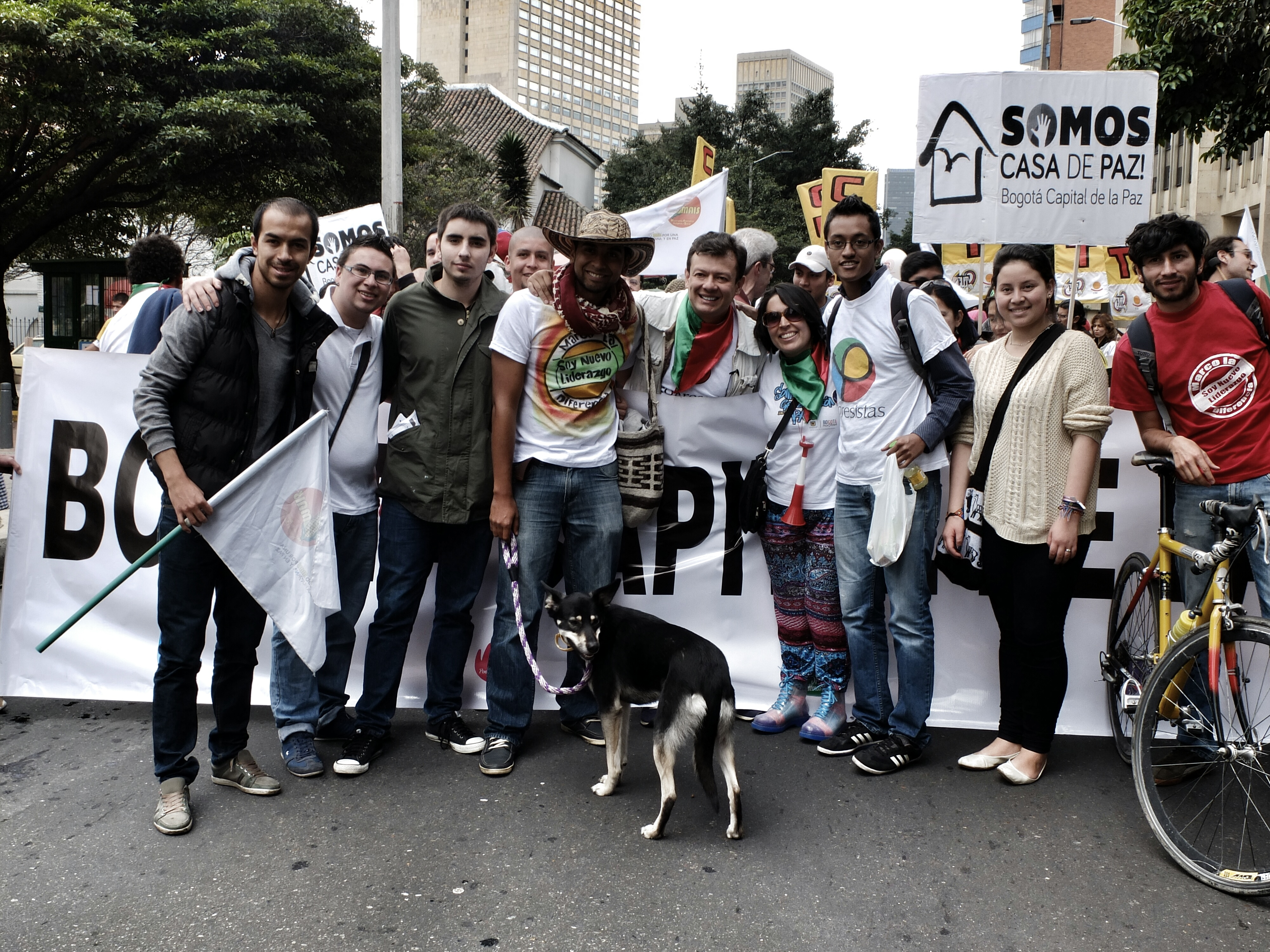
Morris en 2015 acompañando la marcha por el día del trabajo

#### Concejo de Bogotá
Morris, después de su gestión de más de dos años en el Canal Capital, renuncia a la gerencia de este medio de comunicación en octubre de 2014 para presentarse a las elecciones distritales del año siguiente, para la cual, a pesar de no contar con experiencia electoral previa, fue elegido con una de las votaciones más altas, 25.517 votos como concejal de Bogotá por el Movimiento Progresistas. En el Concejo de Bogotá denunció la ilegalidad del metro elevado, aclarándole a la ciudadanía que el gobierno de Enrique Peñalosa había modificado el objeto del convenio 1880 entre la alcaldía de Bogotá y la Financiera de Desarrollo Nacional, que tenía como fin construir el metro subterráneo y terminó siendo usado para rehacer los estudios del metro elevado, de los que aún hoy no se reporta su existencia.[cita requerida]

#### Candidatura a la alcaldía de Bogotá
En octubre de 2018 Hollman anunció su candidatura a la alcaldía de Bogotá, promoviendo una consulta inter-partidista con otras fuerzas afines a su proyecto político, invitando a Claudia López, Antonio Navarro y quien defina el partido liderado por Jorge Enrique Robledo. La movilidad fue la agenda central del candidato Morris expresando la necesidad de que Bogotá dé el paso a convertirse en una ciudad del primer mundo al calor de la construcción del metro subterráneo, los trenes de cercanía y los tranvías.

## Amenazas
Su controversial labor y posiciones lo han hecho objeto de múltiples amenazas contra su vida. Las primeras vinieron del jefe paramilitar Carlos Castaño a finales de los años 1990 y lo obligaron a exiliarse en España hasta 2003, cuando decidió regresar al país. Además, Morris recibió amenazas contra su vida y fue víctima de las interceptaciones ilegales por parte del Departamento Administrativo de Seguridad (DAS). En consecuencia, partió al exilio a Estados Unidos, donde vivió hasta 2012, cuando volvió al país para asumir la Gerencia del Canal Capital durante la alcaldía de Gustavo Petro.

## Acusaciones y polémicas

### Acusaciones de Álvaro Uribe
En el año 2009, durante el segundo gobierno de Álvaro Uribe, Morris, quien era periodista y director del programa "Contravía", conocido por sus investigaciones sobre el conflicto armado en Colombia, fue señalado por el presidente de supuestos vínculos con la guerrilla de las Fuerzas Armadas Revolucionarias de Colombia - Ejército del Pueblo (FARC-EP) cuando Morris cubría la liberación de cuatro secuestrados a una misión humanitaria liderada por la Cruz Roja Internacional. Uribe dijo que Morris "se escudaba en su condición de periodista para ser permisivo y cómplice del terrorismo". Pero estas declaraciones generaron preocupación en organizaciones internacionales, como Amnistía Internacional que temían por la vida de Morris debido a la situación del país.
Adicionalmente, en 2010, el Departamento de Estado de los Estados Unidos le negó la visa para viajar y participar en un programa académico en la Universidad de Harvard, presuntamente debido a las diversas sospechas de vínculos y nexos con miembros de grupos terroristas. Sin embargo, tras la intervención de organizaciones, como la Unión Americana de Libertades Civiles (ACLU), esta decisión fue revertida y Morris pudo ingresar al país.
En 2014, Uribe, siendo senador, vinculó al Canal Capital, que dirigía Morris, con actos de terrorismo. Morris demandó a Uribe por injuria y calumnia.
 El proceso avanzó y, en 2016, durante una audiencia de conciliación ante la Corte Suprema de Justicia, Uribe se retractó y ofreció disculpas públicas a Morris, reconociendo que sus declaraciones fueron inapropiadas.

### Acusaciones de censura
Mauricio Arroyave, quien fue director de "El Primer Café", el programa con mayor sintonía de Canal Capital, denunció que en su labor fue víctima de censura por parte de Morris, quien en ese momento era el director del canal, aduciendo que este le increpaba por los invitados al programa, señalando que no eran "amigos del canal" por ser contradictores del entonces alcalde de Bogotá Gustavo Petro. Arroyave señala que Morris trató de modificar la línea editorial del programa y forzar al cumplimiento de lo que él consideraba como un adecuado manejo del programa por medio de acciones como modificar el contrato de Arroyave e imponer cláusulas para la continuación del mismo. Finalmente, el contrato de Arroyave no fue renovado y Morris asumió la dirección y diseño de la línea editorial del programa mañanero. Ante estas declaraciones, Morris señaló que es lo normal que como director del canal pudiera manejar las líneas editoriales; además, señaló que no recuerda algunos de esos conflictos mencionados por Arroyave.
Varios Informes periodísticos, como el de la Silla Vacía, han revelado la existencia de una  "lista de vetos" en RTVC bajo la gestión de Holman Morris, que habría restringido la participación de políticos críticos al gobierno en la programación del medio. Esta práctica, nunca antes vista en Colombia, ha sido interpretada como un intento de censura y ha generado desconfianza entre los periodistas de la entidad y desencadenando una polémica enorme en el país.
Paralelamente, ha enfrentado denuncias de acoso laboral por parte de exdirectoras de RTVC, quienes alegan haber sido excluidas de decisiones clave de la entidad y haber sufrido maltrato en su entorno laboral. Estas acusaciones llevaron a la Procuraduría General de la Nación de Colombia a anunciar una visita de inspección a RTVC para investigar las irregularidades y violaciones a la legislación laboral vigente. Según la carta enviada por las ex directoras, “el panorama a nivel laboral se tornó hostil, agresivo y ofensivo y con permanentes abusos y faltas de respeto en contra de la dignidad y el derecho”. Por su parte Hollman, en declaraciones en redes sociales, dijo que las acusaciones hacen parte de una “campaña de desprestigio” por ser cercano al presidente de la república.

### Pleito por violencia doméstica
A principios de 2019, Patricia Casas, cónyuge de Morris, presenta una denuncia contra su esposo por violencia económica ante la Fiscalía General de la Nación, asegurando que ella y sus hijos han sido víctimas de las acciones de Morris, principalmente ante la negativa de él de responder económicamente por sus hijos; además, asegurando que ha sido víctima de constante violencia psicológica y, en algunas ocasiones, incluso siendo agredida físicamente. Casas aseguró que Morris presenta graves problemas con el consumo de alcohol y sustancias alucinógenas; además, presenta adicción a la prostitución. Ante ese caso, un juzgado de familia falló a favor de Casas sobre la cuota que Morris debe dar mensualmente a sus hijos, pero la denuncia sigue sin tener un fallo de fondo.
A las denuncias presentadas contra Morris por parte de su esposa, Patricia Casas, se suman las denuncias presentadas por Lina Marcela Castillo, la cual señala que Morris la acosaba tanto sexual como laboralmente en su periodo de actividades en el Concejo de Bogotá, y por María A. García De la Torre, quien manifiesta que Morris la acosó sexualmente, besándola contra su voluntad y a la fuerza, mientras ella se disponía a hacerle una entrevista sobre un documental realizado por Morris. Ante estás denuncias no hay un pronunciamiento por parte de las autoridades, aunque Morris ha señalado como falsas dichas acusaciones y ha contrademandado a las mujeres que lo señalan por acoso, asegurando tener pruebas contundentes en contra de ellas.
A comienzos de 2023, se conoció que Hollman Morris es inocente, la Fiscalía de Barbosa archivó los procesos tras no encontrar sustentos a las denuncias.

### Acusaciones de propaganda política
Holman Morris ha sido señalado en diversas ocasiones y por diferentes personas por presuntamente utilizar a RTVC (Sistema de medios públicos de Colombia) como herramienta de propaganda política en favor del actual gobierno de Gustavo Petro, amigo personal de Morris. Críticos y opositores del gobierno afirman que bajo su dirección, la programación de RTVC ha sido modificada para resaltar la figura del presidente y minimizar las voces de la oposición en Colombia. Además, se han cancelado o reducido programas culturales y educativos, lo que ha generado preocupación sobre la imparcialidad de los medios públicos.

## Obra
En 2002 publicó su primer libro llamado “Operación ballena azul” que trata sobre el robo de armas del Cantón Norte de las Fuerzas Militares de Colombia por parte de la guerrilla del Movimiento 19 de abril (M-19) en 1979. En 2011 lanzó el documental "Impunity", que codirigió junto al cineasta Juan José Lozano y que plantea críticas a la impunidad generada en el proceso de desmovilización de paramilitares en Colombia a través de la Ley de Justicia y Paz promovida por el gobierno de Álvaro Uribe.

## Premios y reconocimientos
A lo largo de su carrera ha sido galardonado con diferentes reconocimientos:
- 2004, 2010 y 2012  Premio Nacional de Periodismo Simón Bolívar
- 2004[29] y 2011 Premio India Catalina a Mejor programa periodístico y/o de opinión en por el programa Contravía.
- 2007  premio Human Rights Annual Defender de Human Rights Watch.